# زنجير أباد
زنجير أباد هي قرية في مقاطعة هشترود، إيران. عدد سكان هذه القرية هو 49 في سنة 2006.